# 瑞雲橋
瑞雲橋（ずいうんばし）は、新潟県三条市の信濃川に架かる新潟県道1号新潟小須戸三条線の橋長287.6 m（メートル）の桁橋。

## 概要
左岸側の上須頃と、右岸側の三条の中心市街地との間を結ぶ。1958年（昭和33年）6月竣工 の現橋梁は桁橋。片側1車線で、下流側に歩道橋を併設している。
左岸側の河川敷にはかつて三条競馬場があった。
当橋梁の下流側には国道8号の三条大橋が、上流側には弥彦線の信濃川橋梁が架橋されている。
- 形式 -  3径間連続鈑桁2連（支間長38 m）および単純合成鈑桁2連（支間長28 m）
- 橋長 - 287.6 m
- 幅員 - 7 m
- 施工 - 浦賀重工業、川崎重工業（上部工）・羽賀建設（下部工）
- 竣工 - 1958年（昭和33年）6月

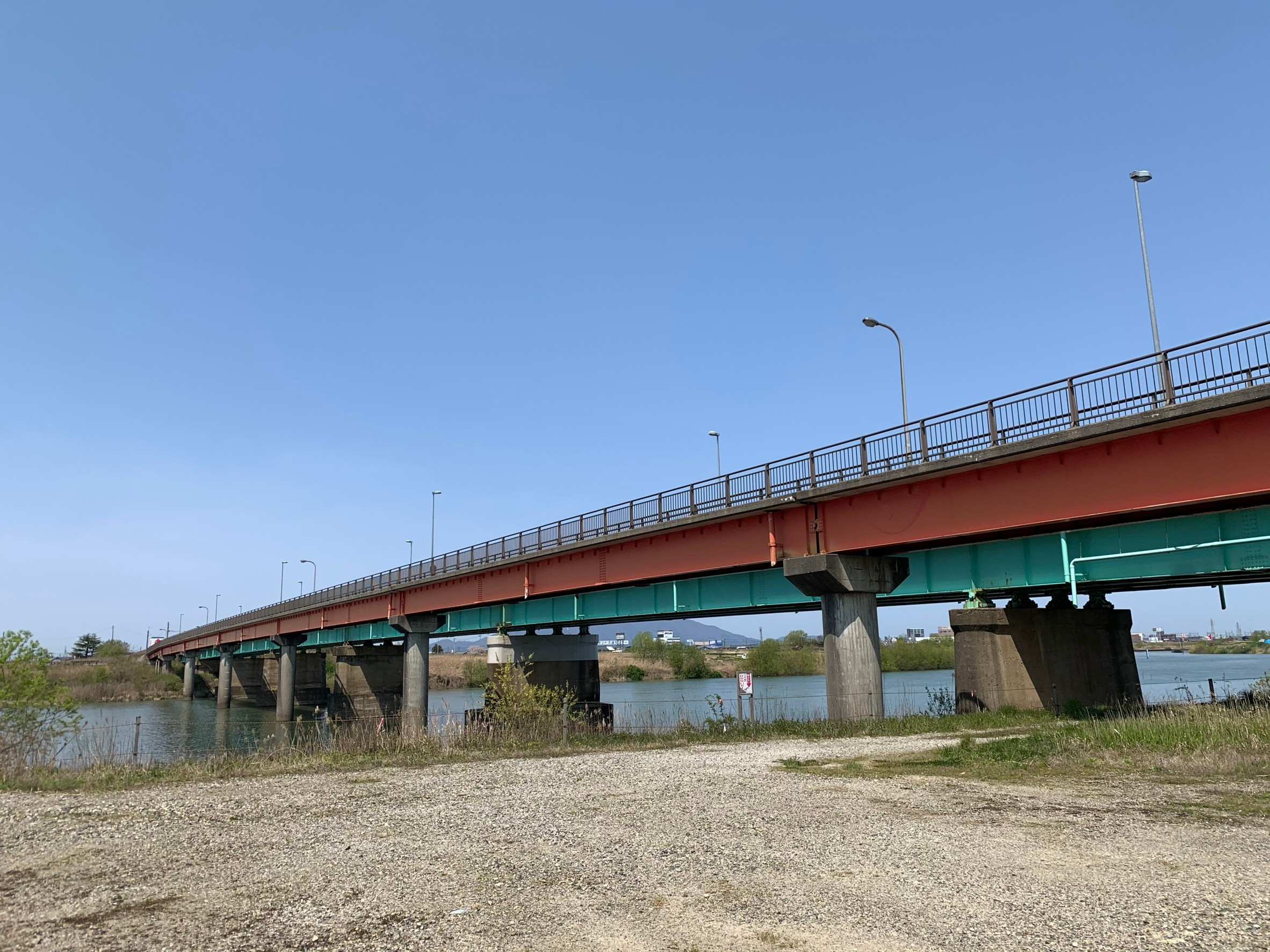
右岸上流側から。手前は歩道橋（2020年4月）
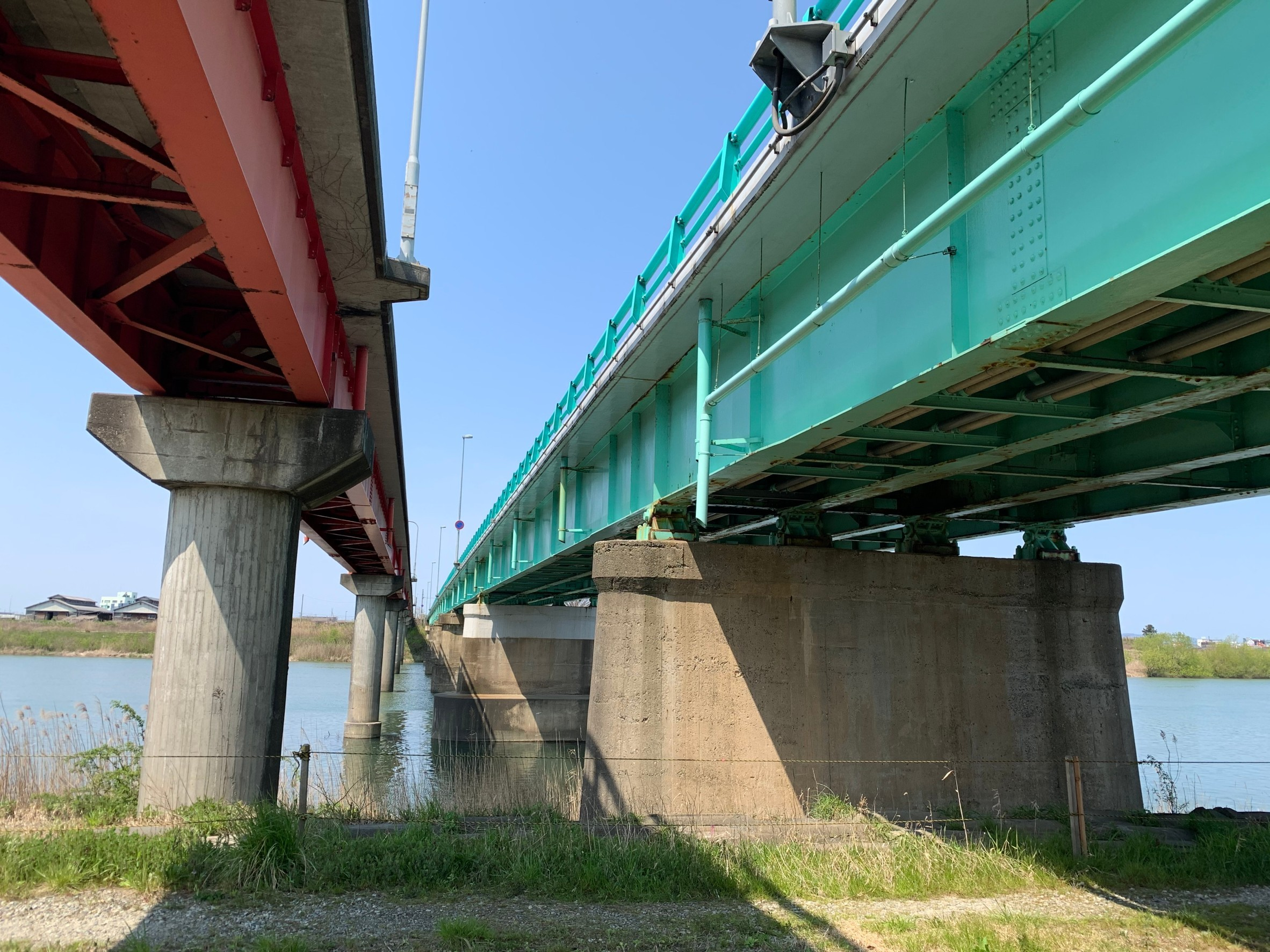
桁の構造（2020年4月）
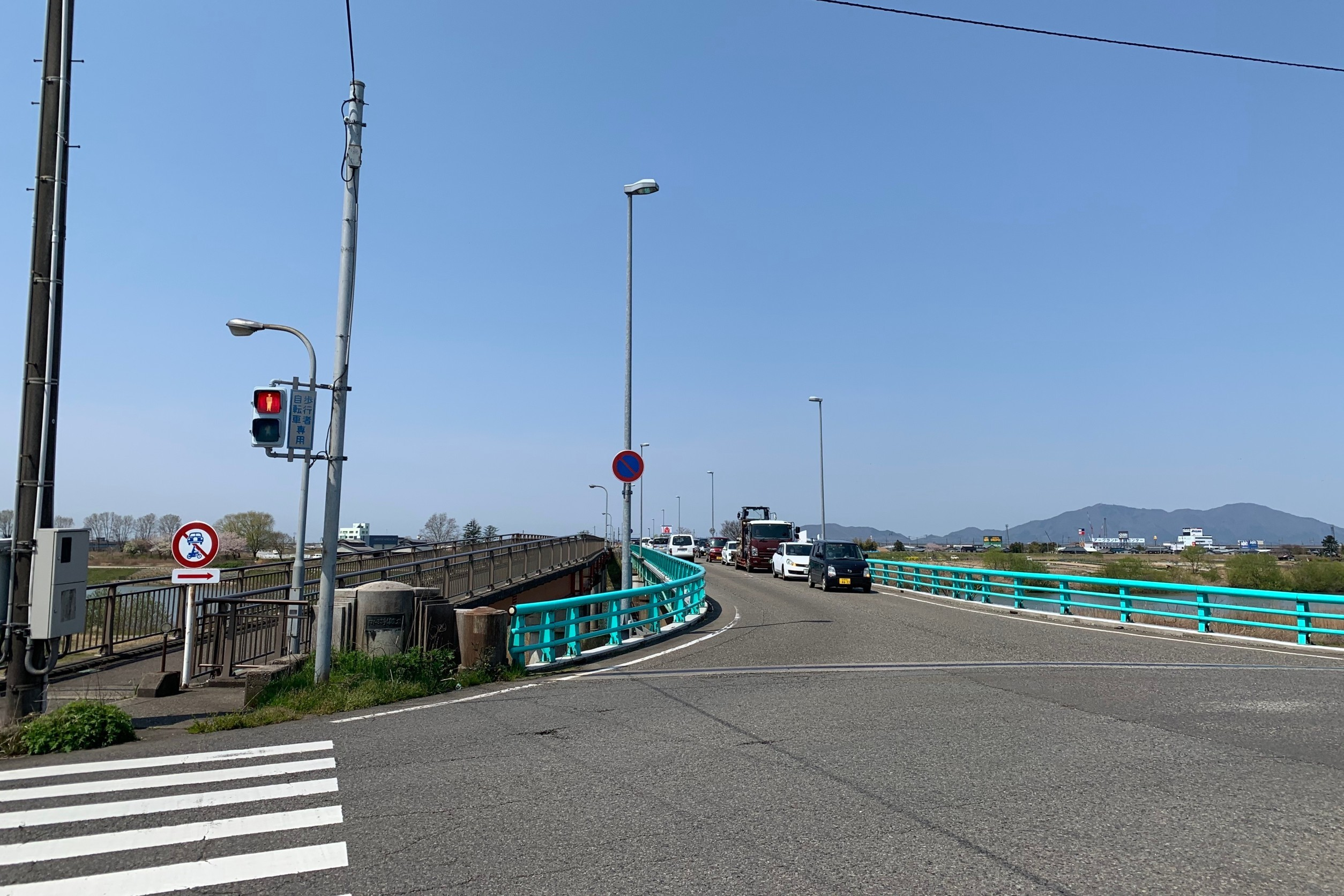
右岸の交差点から（2020年4月）

## 歴史
それまでは渡船に頼っていたが、1885年（明治18年）10月4日に初めて木造方杖橋が架橋された。この橋は橋長565 m、幅5.5 mであった。1926年（大正15年）7月28日に流失すると、翌1927年（昭和2年）に橋長284 m、幅4.8 mの木造方杖土橋が架橋された
。1958年（昭和33年）6月に現橋が竣工した。旧橋の木材は中ノ口川に架かる佐渡橋と五十嵐川に架かる渡瀬橋に再利用された。